# Усвејка
Усвејка (блр. Усвейка; рус. Усвейка) белоруска је река и десна притока реке Уле (део басена Западне Двине и Балтичког мора). Протиче преко територија Талачинског и Чашничког рејона Витепске области, на северу Белорусије.

## Физичке карактеристике
Усвејка свој ток почиње недалеко од села Корчевска Усвејка у Талачинском рејону, а улива се у реку Улу код града Чашники. Дужина водотока је око 116 km, а највећи део воде у реку долази са северних делова Оршанског побрђа. Укупна површина сливног подручја је око 708 km². Обале дуж доњег дела тока су доста замочварене. Ујезерено је око 2% тока, а највеће језеро кроз које протиче Усвејка је Жеринско. Просечан проток у зони ушћа је око 4,5 m³/s.
Речна долина има трапезоидну форму ширине од 0,3 до 1,5 km. Обале су умерено стрме, а наплавна равница има просечне ширину од 200 до 300 метара. Водоток се одликује нешто интензивнијим меандрирањем, док је корито у горњем делу тока канализовано. Ширина корита је од 2—5 м на изворишту, па до 28 м у зони ушћа.